# Schurnal dlja wsech

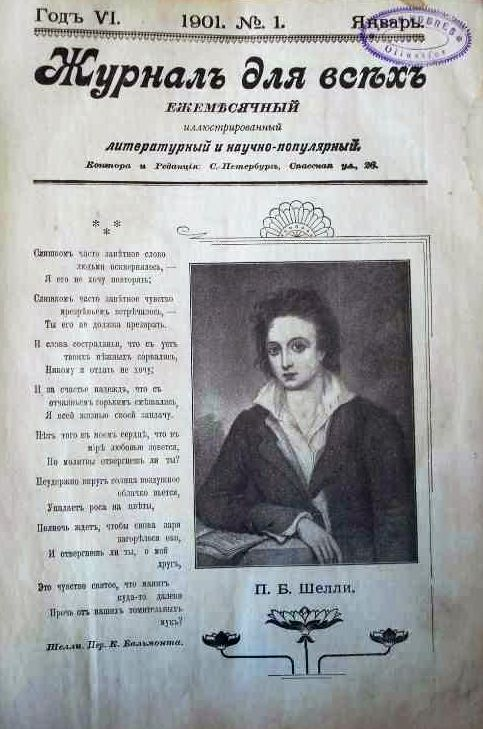
Schurnal dlja wsech Januarheft 1901

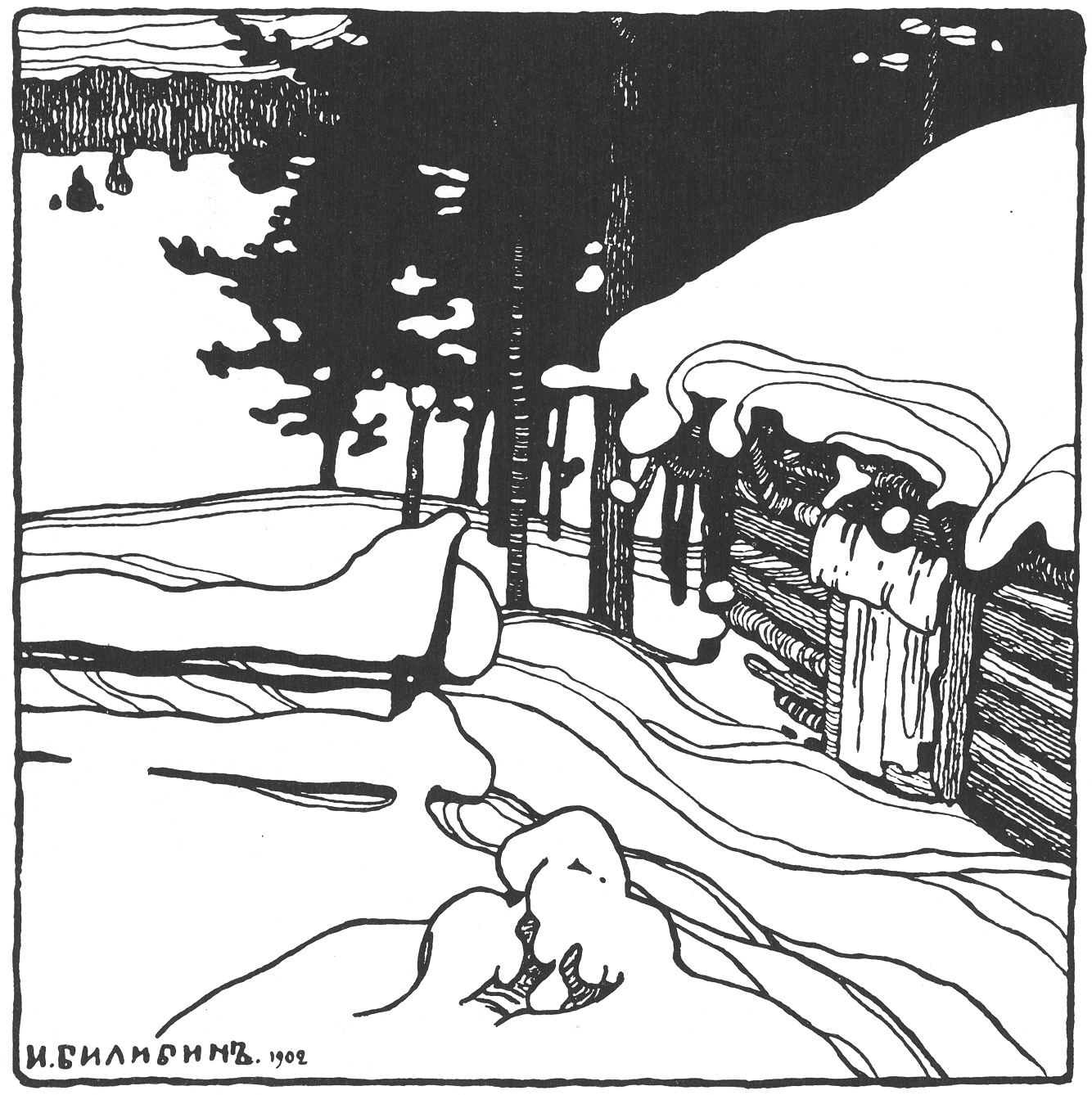
Illustration von Iwan Bilibin im Oktoberheft 1904

Schurnal dlja wsech (russisch Журнал для всех, Journal für alle) war eine literarische und populärwissenschaftliche Zeitschrift, die von 1895 bis 1906 monatlich in Sankt Petersburg in russischer Sprache erschien.
Im literarischen Teil erschienen Beiträge von Anton Tschechow, Maxim Gorki, Alexander Kuprin, Waleri Brjussow, Leonid Andrejew, Wikenti Weressajew, Jewgeni Tschirikow, Konstantin Balmont, Alexander Chachanow und als Literaturkritiker publizierte Jewgeni Solowjow.
Populärwissenschaftliche Beiträge steuerten der Historiker Alexander Kiesewetter und der Linguist Dmitri Owsjaniko-Kulikowski bei.
Mit Beginn des 20. Jahrhunderts kamen Beiträge aus den Themenbereichen Symbolismus und Mystik hinzu. Ab 1903 erreichte die Auflage 80.000 Exemplare. Das Jahresabonnement kostete nur einen Rubel.
Nach Erscheinen des Septemberheftes im Jahr 1906, das einen Artikel über die Streikbewegung enthielt, verbot die Zensur des Zaren die Zeitschrift.